# 桑原城
桑原城（くわばらじょう）は、信濃国諏訪郡（現在の長野県諏訪市四賀桑原）にあった中世の日本の城（山城）。別名を高鳥屋城（たかとやじょう）、水晶城（すいしょうじょう）など呼ばれる。上原城と併せて長野県指定史跡「諏訪氏城跡」に指定。

## 概要
築城年は不詳であるが、諏訪総領家の本拠・上原城の支城としての役割を果たしていた。
天文11年（1542年）武田晴信（信玄）は、諏訪に攻め入り、諏訪頼重の本拠地上原城を攻めた。頼重は上原城を支えきれず，桑原城に逃れ籠城した。しかし、家臣の多くは逃亡してしまったため、降伏し、頼重は弟の大祝諏訪頼高らとともに甲斐府中に連行された。頼重は頼高と共に東光寺で自刃させられ、戦国大名の諏訪氏は滅亡した。
桑原城は上原城とともに武田氏に接収された。
現在は、標高981メートル（比高差約190メートル）の山頂や尾根に、本丸跡、二の丸跡、東郭、西郭、土塁、空堀などの遺構が残る。城跡からは諏訪湖が一望できる。